# 393
Évszázadok: 3. század – 4. század – 5. század
Évtizedek: 340-es évek – 350-es évek – 360-as évek – 370-es évek – 380-as évek – 390-es évek – 400-as évek – 410-es évek – 420-as évek – 430-as évek – 440-es évek
Évek: 388 – 389 – 390 – 391 –  392 – 393 – 394 – 395 – 396 – 397 – 398

## Események

### Római Birodalom
- Theodosius császárt és Flavius Abundantiust (nyugaton Eugenius császárt) választják consulnak.
- Theodosius nem ismeri el Eugenius uralmának jogosságát és 8 éves fiát, Honoriust nyilvánítja a birodalom nyugati felének császárává.
- Eugenius szövetséget köt az alemannokkal és a frankokkal.
- Utoljára tartják meg az olümpiai játékokat.[1]
- a hippói zsinaton elfogadják a bibliai kánont, amely alapvetően megfelel a mai katolikus kánonnak. Egyúttal megerősíti, hogy a felszentelt papoknak szexuális önmegtartóztatást kell gyakorolniuk.

### Kína
- Kínai csillagászok megfigyelik az SN 393 novát.

## Születések
- Küroszi Theodorétosz, küroszi püspök, ókeresztény író

## Halálozások
- Eunomius, ariánus teológus
- Libaniosz, görög rétor

## Fordítás
- Ez a szócikk részben vagy egészben  a(z)   393 című francia Wikipédia-szócikk ezen változatának fordításán alapul.  Az eredeti cikk szerkesztőit annak laptörténete sorolja fel. Ez a jelzés csupán a megfogalmazás eredetét és a szerzői jogokat jelzi, nem szolgál a cikkben szereplő információk forrásmegjelöléseként.